# Sawajama (hrad)
Hrad Sawajama (japonsky 佐和山城, Sawajama-džó) byl hrad ve městě Hikone v prefektuře Šiga v Japonsku. Hrad byl důležitou vojenskou pevností v provincii Ómi na strategicky důležité Nakasendó. Během období Sengoku vlastnil hrad klan Azai. Po porážce klanu Azai na konci 16. století se jeho vlastníkem stal Micunari Išida.
Po bitvě u Sekigahary na hrad ležící jen pár mil na západ od bojiště zaútočil 22. října 1600 Hideaki Kobajakawa v čele asi 15 000 mužů, z nichž většina patřila k jednotkám, které během předchozí bitvy změnily stranu a připojily se k Tokugawské východní armádě. I když Sawajamu bránil bratr Micunariho, Masazumi Išida, padl hrad už následující den. V hořícím hradě spáchal Masazumi sebevraždu.
Následně (už v roce 1600) hrad získal do svého držení Naomasa Ii. Ale protože byl po bojích hrad ve špatném stavu, byl mezi lety 1603 a 1622 nedaleko postaven nový hrad Hikone a na jeho stavbu byl použit i materiál z chátrajícího hradu Sawajama. Ten se pak stal hlavním sídlem rodu Ii během období Edo.